# Michal Klasa
Michal Klasa (Brno, 19 de desembre de 1953) va ser un ciclista txecoslovac, d'origen txec, que combinà la pista amb la carretera. Va guanyar una medalla als Jocs Olímpics de 1980, dues al Campionat del Món de contrarellotge per equips i una més al de Persecució per equips.

## Palmarès en ruta
- 1973
  - 1r a la Puchar Ministra Obrony Narodowej
- 1975
  - 1r a la Praga-Karlovy Vary-Praga
- 1976
  - Vencedor de 2 etapes a la Volta a Polònia
- 1978
  - Vencedor d'una etapa a la Cursa de la Pau
  - Vencedor d'una etapa al Tour de l'Avenir
  - Vencedor de 2 etapes a la Volta a la Baixa Saxònia
- 1979
  - Vencedor de 2 etapes a la Cursa de la Pau
  - Vencedor d'una etapa al Circuit de La Sarthe
- 1980
  -  Medalla de bronze als Jocs Olímpics de Moscou en Contrarellotge per equips (amb Vlastibor Konečný, Alipi Kostadinov i Jiří Škoda)
  - Vencedor d'una etapa a la Milk Race
- 1981
  - 1r al Circuit de les Ardenes i vencedor de 2 etapes
  - Vencedor d'una etapa a la Cursa de la Pau